# ليو تيمبل
ليو تيمبل (بالإنجليزية: Lew Temple)‏ هو ممثل أمريكي، ولد في 2 أكتوبر 1967 بتكساس في الولايات المتحدة.

## أعمال

### أفلام
- (2003) 21 غرام[4]
- (2005) دومينو[5]
- (2005) منبوذو الشيطان
- (2006) ديجا فو[6]
- (2006) البداية[7][8]
- (2007) عيد القديسين[9]
- (2010) غير قابل للإيقاف[10][11]
- (2012) خارجون عن القانون
- (2012) لوردات سالم
- (2013) الحارس الوحيد
- (2016) 31[12]

### مسلسلات
- الموتى السائرون
- لوس أنجلوس
- جوال تكساس ووكر
- عقول إجرامية
- هاواي فايف أو

## وصلات خارجية
- ليو تيمبل على موقع IMDb (الإنجليزية)
- ليو تيمبل على موقع أول موفي (الإنجليزية)
- ليو تيمبل على موقع قاعدة بيانات الأفلام السويدية (السويدية)
- ليو تيمبل على موقع قاعدة بيانات الفيلم (الإنجليزية)
- ليو تيمبل على موقع كينوبويسك (الروسية)
- ليو تيمبل على موقع ANN person (الإنجليزية)